# Leucostoma fallax
Leucostoma fallax är en tvåvingeart som beskrevs av Henry J. Reinhard 1975. Leucostoma fallax ingår i släktet Leucostoma och familjen parasitflugor. Inga underarter finns listade i Catalogue of Life.